# Maria de São Pedro
Maria de São Pedro, O.C.D. (em francês:  Marie de Saint Pierre ) (4 de outubro de 1816 – 10 de julho de 1848) era uma freira carmelita descalça que vivia em Tours, França. Ela é mais conhecida por iniciar a devoção à Santa Face de Jesus que agora é uma das devoções católicas aprovadas e pela Oração da Seta de Ouro. Ela também introduziu o sacramental "Little Sachet".

## Vida
Marie nasceu em 4 de outubro de 1816 em Rennes, Bretanha, filha de Peter e Frances Portier Eluere, e foi batizada na Igreja de St. Germain. Quando criança ela era chamada de Perrine. Sua mãe morreu quando ela tinha doze anos e ela foi enviada para aprender costura com duas de suas tias paternas. Em 13 de novembro de 1839, ela entrou no Carmelo de Tours, um carmelo que tinha uma devoção particular ao Sagrado Coração. Perrine tinha uma devoção especial à Santa Infância de Jesus. Foi professada freira carmelita com o nome de Irmã Maria São Pedro da Sagrada Família em 8 de junho de 1841.
Em 8 de agosto de 1843, o Papa Gregório XVI promulgou um breve papal para a ereção de uma confraria sob o patrocínio de São Luís IX da França para a reparação da blasfêmia contra o Santo Nome de Deus. No dia 26 Leo Dupont, o "santo homem de Tours", distribuiu entre várias das comunidades de Tours, uma oração em honra do Santo Nome de Deus. As orações haviam circulado entre todas as casas religiosas da cidade, mas apesar de ter relações amistosas com os Carmelitas, M. Dupont aparentemente as esqueceu.
Irmã Maria relatou que dezoito dias depois, enquanto iniciava sua oração noturna, Jesus a fez entender que ele lhe daria uma oração de reparação, uma "adaga de ouro" por blasfêmia contra seu Santo Nome. Disse-lhe que a devoção que lhe confiava tinha por objetivo não só a reparação da blasfêmia, mas também a reparação da profanação do Santo Dia do Senhor. Ela invariavelmente declarou que essas "comunicações" não eram nem visões, nem aparições; que as verdades mostradas a ela não foram exibidas sob uma forma eterna, nem ela ouviu fisicamente o que foi incumbida de relatar.
De 1844 a 1847, Irmã Maria de São Pedro relatou que recebeu "comunicações" de Jesus sobre a difusão da devoção ao Seu Santíssimo Rosto. Ela relatou que experimentou o que seu biógrafo, Janvier, denomina "uma visão interior". Ela descreve repetidamente que, durante a meditação, "O Senhor me deu para entender" percepções particulares. Segundo a Irmã Maria de São Pedro, Jesus disse-lhe que desejava devoção ao Seu Santo Rosto em reparação pelo sacrilégio e blasfêmia, que descreveu como sendo uma "flecha envenenada". Ela escreveu a Devoção da Face Sagrada da Flecha Dourada (Oração) que ela disse ter sido ditada a ela por Jesus. Esta oração é agora um conhecido Ato de Reparação a Jesus Cristo.
Ela escreveu que Jesus lhe disse: "Aqueles que contemplarem as feridas do Meu Rosto aqui na terra, devem contemplá-lo radiante no céu." Ela também citou Jesus dizendo em suas visões: “Oh, se você soubesse que grande mérito adquire dizendo, pelo menos uma vez, Admirável é o Nome de Deus, em um espírito de reparação pela blasfêmia”. 
A devoção que ela iniciou foi promovida pelo Venerável Leo Dupont. Dupont orou e promoveu o caso de uma devoção à Santa Face de Jesus por cerca de 30 anos. Os documentos relativos à vida da irmã Maria de São Pedro e a devoção foram guardados pela Igreja. Eventualmente, em 1874, Charles-Théodore Colet foi nomeado o novo arcebispo de Tours. O Arcebispo Colet examinou os documentos e em 1876 deu permissão para que fossem publicados e a devoção encorajada. A Devoção a Santa Face de Jesus foi finalmente aprovada pelo Papa Leão XIII em 1885.
Quase 50 anos depois, outra freira carmelita francesa, Santa Teresinha de Lisieux, escreveu uma série de poemas e orações na década de 1890 que também ajudaram a divulgar a devoção à Santa Face. Nos anos 1930, uma freira italiana, Irmã Maria Pierina De Micheli, associou a imagem do Santo Rosto de Jesus do Sudário de Torino à devoção e fez a primeira Medalha do Santo Rosto.
A primeira Medalha da Santa Face foi oferecida ao Papa Pio XII, que a aceitou e aprovou a devoção em 1958 e declarou a Festa da Santa Face de Jesus como terça-feira gorda (terça-feira antes da quarta-feira de cinzas) para todos os católicos romanos.
Sua autobiografia e revelações relatadas estão publicadas no livro “The Golden Arrow”.

## O pequeno evangelho
O "Pequeno Evangelho", ou Evangelho do Santo Nome de Jesus, é uma devoção católica romana que, segundo a tradição, foi misticamente revelada por Jesus Cristo a Maria de São Pedro em 1847, em um mosteiro em Tours, França.

Consiste num pequeno folheto no qual está impresso o breve Evangelho da Circuncisão, consistindo em Lucas 2:21 que menciona a atribuição do nome " Jesus "; uma imagem de Cristo; as iniciais IHS representando o Santo Nome de Jesus; e alguma invocação junto com as linhas, "Quando Jesus foi nomeado - Satanás foi desarmado." Este folheto é dobrado em um pequeno quadrado, encerrado em uma pequena bolsa e distribuído aos fiéis, que são encorajados a dizer freqüentemente: "Bendito seja o Santíssimo Nome de Jesus sem fim" enquanto o usam.